# Grande Dixencedam

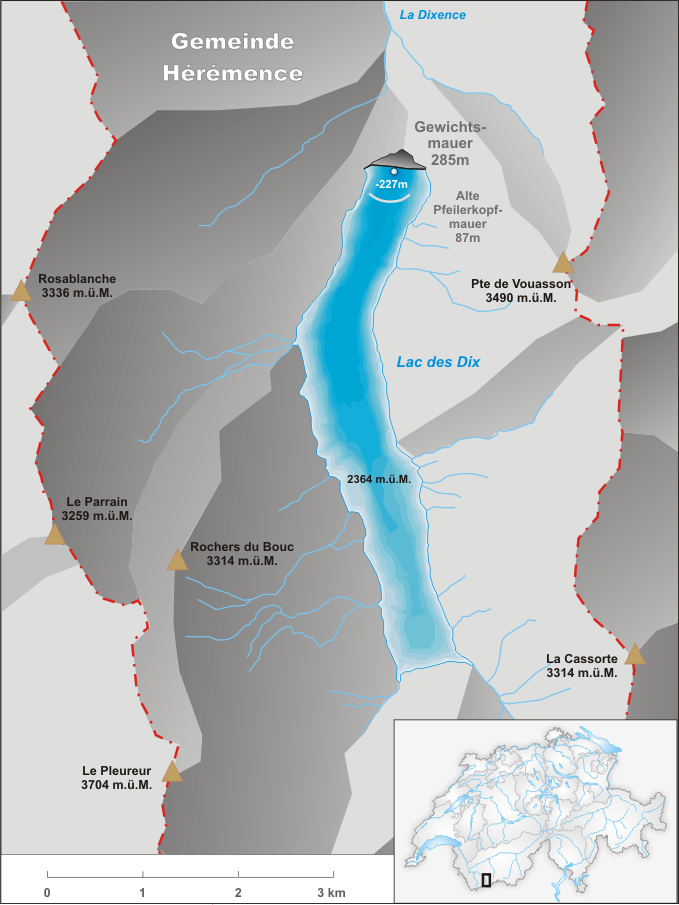
Lac des Dixmeer

De Grande Dixence-dam ligt aan het einde van Val d'Hérémence in het Zwitserse kanton Wallis en is een van de grootste dammen ter wereld. Achter de dam ligt het Lac des Dix, een 4 kilometer lang meer en met een volume van 400 miljoen m³ het grootste stuwmeer van Europa. De dam is met 285 meter de hoogste van Europa en verzorgt meer dan twintig procent van de energievoorziening van Zwitserland.
De dam ligt in de vrij kleine Dixence rivier. Echter door een systeem van meer dan 100 kilometer aan tunnels stroomt smeltwater uit verschillende gletsjers, rivieren en valleien in het Lac des Dix. Normaal is het meer eind september helemaal vol. Tijdens de winter loopt het meer langzaam leeg, waarbij het zijn laagste punt rond april bereikt.
De Grande Dixence-dam werd gebouwd tussen 1951 en 1965 als vervanging van de oude Grande Dixence-dam, die 85 meter hoog was en gebouwd werd tussen 1929 en 1935. De oude dam is te zien in het Lac des Dix als het waterpeil erg ver gedaald is.